# Mario Hermoso
Mario Hermoso Canseco (Madrid, 18 de junio de 1995) es un futbolista español. Juega como defensa y su equipo es la A. S. Roma de la Serie A.

## Trayectoria

### Categorías inferiores Real Madrid
Mario Hermoso empezó en el equipo blanco en 2006, con solo 11 años, tras llegar de la Escuela de Fútbol de Concepción donde estuvo desde el año 2002. Empezó jugando de extremo izquierdo, pero con el paso de los años retrasó su posición para ser lateral izquierdo. Pasó por los equipos alevín, cadete y juvenil del Real Madrid y, en la temporada 2014-2015, jugó en el Real Madrid C.  Por otra parte, el 27 de septiembre de 2012 debutó con el primer equipo del Real Madrid en un amistoso ante el Millonarios de Bogotá.

### Real Valladolid
El 16 de julio de 2015 el Real Valladolid obtuvo su cesión durante una temporada. En el equipo pucelano disputó 31 encuentros en Segunda División.

### Real Madrid Castilla
Durante la campaña 2016-17 fue uno de los centrales titulares del filial blanco, llegando a disputar 33 encuentros (todos como titular).

### R. C. D. Espanyol
De cara a la temporada 2017-18 se incorporó al R. C. D. Espanyol, con el que firmó un contrato de tres temporadas. En su primera campaña disputó 24 encuentros.

### Atlético de Madrid
El 18 de julio de 2019 el Club Atlético de Madrid anunció su incorporación al club rojiblanco para las siguientes cinco temporadas. Pasado ese tiempo, en el que jugó un total de 174 partidos, anotó diez goles y contribuyó a conseguir el título de Liga en la campaña 2020-21, abandonó la entidad al finalizar el contrato.

### Experiencias en el extranjero
Tras un par de meses sin equipo, el 2 de septiembre de 2024 se unió a la A. S. Roma. A mitad de temporada se marchó al Bayer 04 Leverkusen para jugar como cedido hasta junio.

## Selección nacional
Ha sido internacional con la selección española sub-19.
El 9 de noviembre de 2018 fue convocado por Luis Enrique para los dos partidos que disputaría la selección española ese mismo mes ante Croacia y Bosnia. El 18 de noviembre debutó como titular en un amistoso ante Bosnia y Herzegovina en el Estadio de Gran Canaria.

## Estadísticas

### Clubes
Actualizado al último partido disputado el 11 de marzo de 2025.
| Club                                | Div.          | Temporada     | Liga  | Liga  | Copas nacionales | Copas nacionales | Copas internacionales | Copas internacionales | Total | Total |
| Club                                | Div.          | Temporada     | Part. | Goles | Part.            | Goles            | Part.                 | Goles                 | Part. | Goles |
| ----------------------------------- | ------------- | ------------- | ----- | ----- | ---------------- | ---------------- | --------------------- | --------------------- | ----- | ----- |
| Real Madrid C. F. "C" · España      | 3.ª           | 2014-15       | 34    | 2     | —                | —                | —                     | —                     | 34    | 2     |
| Real Madrid C. F. "C" · España      | Total club    | Total club    | 34    | 2     | 0                | 0                | 0                     | 0                     | 34    | 2     |
| Real Valladolid C. F. · España      | 2.ª           | 2015-16       | 31    | 0     | 0                | 0                | —                     | —                     | 31    | 0     |
| Real Valladolid C. F. · España      | Total club    | Total club    | 31    | 0     | 0                | 0                | 0                     | 0                     | 31    | 0     |
| Real Madrid Castilla C. F. · España | 2.ª B         | 2016-17       | 33    | 1     | —                | —                | —                     | —                     | 33    | 1     |
| Real Madrid Castilla C. F. · España | Total club    | Total club    | 33    | 1     | 0                | 0                | 0                     | 0                     | 33    | 1     |
| R. C. D. Espanyol · España          | 1.ª           | 2017-18       | 22    | 1     | 2                | 0                | —                     | —                     | 24    | 1     |
| R. C. D. Espanyol · España          | 1.ª           | 2018-19       | 32    | 3     | 3                | 0                | —                     | —                     | 35    | 3     |
| R. C. D. Espanyol · España          | Total club    | Total club    | 54    | 4     | 5                | 0                | 0                     | 0                     | 59    | 4     |
| Atlético de Madrid · España         | 1.ª           | 2019-20       | 17    | 0     | 1                | 0                | 5                     | 0                     | 23    | 0     |
| Atlético de Madrid · España         | 1.ª           | 2020-21       | 31    | 1     | 1                | 0                | 6                     | 1                     | 38    | 2     |
| Atlético de Madrid · España         | 1.ª           | 2021-22       | 26    | 2     | 2                | 0                | 6                     | 0                     | 34    | 2     |
| Atlético de Madrid · España         | 1.ª           | 2022-23       | 26    | 3     | 5                | 0                | 3                     | 1                     | 34    | 4     |
| Atlético de Madrid · España         | 1.ª           | 2023-24       | 31    | 0     | 5                | 1                | 9                     | 1                     | 45    | 2     |
| Atlético de Madrid · España         | Total club    | Total club    | 131   | 6     | 14               | 1                | 29                    | 3                     | 174   | 10    |
| A. S. Roma · Italia                 | 1.ª           | 2024-25       | 8     | 0     | 1                | 0                | 4                     | 1                     | 13    | 1     |
| A. S. Roma · Italia                 | Total club    | Total club    | 8     | 0     | 1                | 0                | 4                     | 1                     | 13    | 1     |
| Bayer 04 Leverkusen · Alemania      | 1.ª           | 2024-25       | 4     | 0     | 1                | 0                | 2                     | 0                     | 7     | 0     |
| Bayer 04 Leverkusen · Alemania      | Total club    | Total club    | 4     | 0     | 1                | 0                | 2                     | 0                     | 7     | 0     |
| Total carrera                       | Total carrera | Total carrera | 295   | 13    | 21               | 1                | 35                    | 4                     | 351   | 18    |
| 1. 2.                               |               |               |       |       |                  |                  |                       |                       |       |       |

## Palmarés

### Campeonatos nacionales
| Título                     | Equipo             | País   | Año  |
| -------------------------- | ------------------ | ------ | ---- |
| Primera División de España | Atlético de Madrid | España | 2021 |